# Кайтіка
Кайтіка (палі caitīya) — це назва школи у ранньому буддизмі. Вона виникла приблизно в першому столітті нашої ери. Свою назву вона, ймовірно, отримала від культу святинь (санскр. сaitya; палі cetiya).